# Julio Alas
Julio Alas (nacido el 19 de julio de 1943 en Oviedo, España) es un exfutbolista español. Jugaba de defensor y su primer club fue Boca Juniors.

## Carrera
Comenzó su carrera en 1964 jugando para Boca Juniors. Jugó para el club hasta 1967. En ese año se fue a Newell's Old Boys. Estuvo en ese club hasta 1969. En 1970 se pasó a las filas del Huracán, en donde definitivamente se retiró en 1974.

## Clubes
| Club              | País      | Año       |
| ----------------- | --------- | --------- |
| Boca Juniors      | Argentina | 1964-1967 |
| Newell's Old Boys | Argentina | 1967-1969 |
| Huracán           | Argentina | 1970-1974 |